# Invalidsko osiguranje
Invalidsko osiguranje je vrsta socijalnog osiguranja koje se obezbeđuju za slučaj invalidnosti prouzrokovane bolešću ili povredom van posla nesrećom na poslu ili profesionalnom bolešću kao i za slučaj telesnog oštećenja prouzrokovanog nesrećom na poslu ili profesionalnom bolešću. Ovo pravo se stiče na osnovu invalidnosti koja se određuje prema uzroku invalidnosti, stanju invalidnosti i preostaloj radnoj sposobnosti i godinama života osiguranika, a u skladu sa načelom raspodele prema radu, ulaganjem u invalidske fondove i drugim merilima u pogledu doprinosa osiguranika društvenoj zajednici.

## Značaj
Jedan od oblika zaštite za slučaj invalidnosti obezbeđuje obavezno invalidsko osiguranje. Na taj način, invalidsko osiguranje doprinosi osećaju sigurnosti kod svakog pojedinca koji je osiguranjem obuhvaćen. Svako od nas tako može da zna da je siguran, zaštićen i da se njegov rad i trud isplate, kao i da su teškoće sa kojima se suočava usled invaliditeta  rešive.

## Preduslovi
Invalidsko osiguranje se radnim ljudima obezbeđuju u sledećim slučajevima:
- gubitka ili smanjenja sposobnosti za rad usled invalidnosti - osposobljavanje za rad i zapošljavanje prema preostaloj radnoj sposobnosti, a ako za to nema uslova - materijalna sredstva za izdržavanje,
- u slučaju telesnog oštećenja, prouzrokovanog nesrećom na poslu ili profesionalnim oboljenjem (telesno oštećenje) - stalno novčano primanje (bez obzira da li oštećenje ima ili nema uticaja na radnu sposobnost),
- u slučaju opasnosti od nastupanja invalidnosti u vezi sa radom na određenom poslu - osposobljavanje za rad i zapošljavanje na drugom poslu

## Uslovi
Osnovi uslovi za sticanje prava iz invalidskog osiguranja su:
- invalidnost,
- telesno oštećenje od najmanje 30%,
- neposredna opasnost od nastupanja invalidnosti u vezi sa radom na određenom radnom mestu.

Pri tome treba imati u vidu da s invalidnost postoji samo kad usled bolesti, povrede van posla nesreće na poslu ili profesionalne bolesti nastupi gubitak ili smanjenje sposobnosti za rad na konkretnom poslu, koji se ne mogu otkloniti lečenjem odnosno medicinskom rehabilitacijom.

## Prava koje se obezbeđuju invalidskim osiguranjem
Invalidskim osiguranjem obezbeđuju se sledeća prava:
- Pravo na osposobljavanje za rad na drugom poslu (profesionalna rehabilitacija) i pravo na materijalno obezbeđenje
- Pravo na zapošljenje prema preostaloj radnoj sposobnosti i pravo na novčane naknade,
- Pravo na invalidsku penziju, kao i pravo na dodatak za pomoć i negu - ako je ona potrebna,
- Pravo na invalidninu.

## Telesno oštećenje prema težini
Prava na osnovu telesnog oštećenja jednaka su za sve invalide istog stepena telesnog oštećenja, prema skali za razvrstavanje telesnog oštećenja, koja je sačinjena prema težini tog oštećenja u osam stepeni, i to:
| Stepen | Telesno oštećenje |
| ------ | ----------------- |
| 1      | 100%              |
| 2      | 90%               |
| 3      | 80%               |
| 4      | 70%               |
| 5      | 60%               |
| 6      | 50%               |
| 7      | 40%               |
| 8      | 30%               |

## Literatura
- Дамјан Татић, Заштита људских права особа са инвалидитетом, «Службени гласник», Београд, 2008.
- Викторија Цуцић (уредник), Особе са инвалидитетом и окружење, Београд, 2001.
- Др Марио Рељановић, Примена антидискриминационог законодавства у области рада, Темида, бр.2/2014,
- Боривоје М. Шундерић, Право Међународне организације рада, Београд, 2001, стр. 441.
- Конвенције ОУН о правима особа са инвалидитетом.